# プロミスト・ランド (チャック・ベリーの曲)
「プロミスト・ランド」（Promised Land）は、アメリカ合衆国のシンガーソングライター、ギタリスト、チャック・ベリーの楽曲である。アメリカのフォークソング「ウォバッシュ・キャノンボール」のメロディーに彼が歌詞を付けた。この曲は、1964年にシングル・リリースされ、同年のアルバム『St. Louis to Liverpool』に収録された。ベリーがマン法で有罪となり1963年に釈放されて以降、4枚目のシングルである。1965年1月16日にビルボード・チャートの41位を記録している。

## 背景
ベリーはこの曲を刑務所の中で書いた。彼は刑務所の図書館で地図を借りて歌詞の中に登場する旅程を構想した。主人公の「貧しい少年」は故郷バージニア州ノーフォークを後にし「約束の地」カリフォルニア州ロサンゼルスへ向けて旅に出る。その間通過する米国南部の地名が歌詞に登場する。主人公はノーフォークでグレイハウンド・バスに飛び乗り、ノースカロライナ州ローリーを通過し同州のシャーロットで停車。サウスカロライナ州ロックヒルは迂回する。バスはアトランタを出発するものの途中で故障し、アラバマ州バーミングハムのダウンタウンで足止めを食らう。それから彼はミシシッピ州経由ニューオーリンズ行きの列車に乗る。そこからはヒューストンに向かい、気遣ってくれる人に出会い、シルクのスーツ、スーツケースとロサンゼルス行きの飛行機のチケットを買ってもらう。ロサンゼルスに到着すると彼は（交換手に語呂合わせの番号Tidewater-41009を頼むと伝えて）ノーフォークに電話をかけ、故郷の人たちに「約束の地」に到着したことを伝える。歌詞に登場するswing low chariotは、天国に向かう馬車のことを歌う黒人霊歌「Swing Low, Sweet Chariot」のことである。主人公は、地上の天国に向かう気持ちでロサンゼルスを目指したことを意味している。。
ビルボードはこの曲を「本物のベリーのロックンロールであり、元気に溢れている」とし、「安っぽいピアノと雄たけびを上げるベリーのエレキギターがうまくはまっている」と評した。キャッシュボックスは、「全力疾走するロックンロールであり、チャックは手堅い売り上げを得られる曲を送り出した」とし、「間もなくヒットの領域に突入するだろうと述べた。2021年にこの曲はローリングストーンの「史上最高の500曲」の342位に位置付けられた。

### ヒット・チャート
| チャート (1964–65年)              | 最高位 |
| --------------------------------- | ------ |
| カナダ RPMトップ・シングル        | 30     |
| 全英シングルチャート              | 26     |
| 米国 ビルボード Hot 100           | 41     |
| 米国 ビルボード R&Bチャート       | 41     |
| 米国 キャッシュボックス トップ100 | 35     |

### 参加ミュージシャン
- チャック・ベリー Chuck Berry - ボーカル、ギター
- 不明 - ギター
- ラファイエット・リーク Lafayette Leake  - ピアノ
- ウィリー・ディクスン Willie Dixon - ダブルベース
- オディ・ペイン Odie Payne - ドラムス

## エルヴィス・プレスリーのバージョン
1973年12月、エルヴィス・プレスリーが自身のバージョンをレコーディングした。プレスリーによる「Promised Land」（邦題は「約束の地」）は1974年9月27日にリリースとなった。Billboard Hot 100の14位を記録し、英国シングル・チャートでも1974年秋に9位となった 。この曲は同名の1975年のアルバム『約束の地』にも収録されている。プレスリーのバージョンは映画『メン・イン・ブラック』のサウンドトラックにも使用された。

### ヒット・チャート
| チャート (1974–75年)        | 最高位 |
| --------------------------- | ------ |
| カナダ RPM トップ・シングル | 19     |
| フランス                    | 25     |
| アイルランド (IRMA)         | 7      |
| 全英シングルチャート (OCC)  | 9      |
| スペイン                    | 25     |
| 米国 ビルボード Hot 100     | 14     |
| 米国 Cash Boxトップ100      | 22     |

### 参加ミュージシャン
- エルヴィス・プレスリー Elvis Presley - リード・ボーカル、コーラス
- ジェームズ・バートン James Burton - リードギター
- ジョニー・クリストファー Johnny Christopher -  リズムギター
- チャーリー・ホッジ Charlie Hodge - アコースティック・リズムギター
- ノーバート・パットナム Norbert Putnam - ベース
- デイヴィッド・ブリッグス David Briggs - ピアノ、オルガン、タンバリン（オーバーダブ）
- パー・エリック・ハリン Per Eric “Pete” Hallin - クラビネット
- ロニー・タット Ronnie Tutt - ドラムス
- ランディー・カラーズ Randy Cullers – カウベル（オーバーダブ）

## ジョニー・アリディのバージョン（フランス語）
この曲はフランス語の歌詞でジョニー・アリディによって取り上げられた。編曲はプレスリーのバージョンが元となっている（アリディはフランスにおけるロックロールへの貢献から、しばしばフランスのプレスリーと称される）。彼のバージョンの題名は「La Terre Promise」で、1975年9月シングルとしてリリースされ、その4日後に彼の20作目となる同名のアルバムにも収録された。シングルはフランスのシングル盤売上チャートで1週間の間（1975年11月1日から7日）、1位となったシングルのB面には「La Premiere Fois」が収録されている。.

### ヒット・チャート
| チャート (1975年)          | 最高位 |
| -------------------------- | ------ |
| フランス（シングル盤売上） | 1      |

### 参加ミュージシャン
- Herman B. Wade - ギター
- William P. Ackerman - ドラムス

## その他のバージョン
多くのカバー・バージョンの一部を以下の表に示す：
| 年     | アーティスト名                              | 収録アルバム                                           |
| ------ | ------------------------------------------- | ------------------------------------------------------ |
| 1964年 | ジョニー・リヴァーズ                        | 『In Action』（ライヴ盤）                              |
| 1970年 | フレディ・ウェラー                          | 『Freddy Weller』（カントリー・チャートで5位のヒット） |
| 1971年 | ジョニー・アラン                            | シングル盤（Jin）                                      |
| 1971年 | デイヴ・エドモンズ                          | 『Rockpile』（オーストラリアのチャートで5位）          |
| 1972年 | ジューシー・ルーシー                        | 『Pieces』                                             |
| 1973年 | ザ・バンド                                  | 『Moondog Matinee』                                    |
| 1974年 | ジェームス・テイラー                        | 『Walking Man』                                        |
| 1976年 | グレイトフル・デッド                        | 『Steal Your Face』                                    |
| 1977年 | ビリー・"クラッシュ"・クラドック            | 『Live!』                                              |
| 1983年 | ミートローフ                                | 『Midnight at the Lost and Found』                     |
| 1984年 | ブラック・ソロウズ                          | 『Sonola』                                             |
| 1984年 | マイク・リード                              | シングル盤（MCA）                                      |
| 1997年 | ロバート・"ビルボ"・ウォーカー              | 『Promised Land』                                      |
| 1999年 | デイル・ホーキンズ                          | 『Wildcat Tamer』                                      |
| 2001年 | デヴィッド・リンドレー&ウォリー・イングラム | 『Twango Bango II!』                                   |
| 2007年 | ジーノ・デラフォース                        | 『Le Cowboy Creole』                                   |
| 2008年 | モス・デフ                                  | 『Cadillac Records - Music from the Motion Picture』   |
| 2009年 | W.A.S.P.                                    | 『Babylon』                                            |
| 2014年 | ハリー・ディーン・スタントン                | 『Partly Fiction』                                     |
| 2014年 | ジェリー・リー・ルイス                      | 『Rock & Roll Time』                                   |